# 별내중학교
별내중학교(別內中學校)는 대한민국 경기도 남양주시 별내면 청학리에 있는 공립 중학교이다.

## 학교 연혁
- 1999년 1월 15일 : 설립인가(24학급), 학교명 별내중학교, 소재지 경기도 남양주시 별내면 청학로132번길 30
- 1999년 11월 20일 : 초대 백종현 교장 부임
- 2001년 2월 14일 : 제1회 졸업식(졸업생 42명)
- 2009년 5월 15일 : 도정관 증축일
- 2023년 9월 1일 : 제7대 이정필 교장 부임
- 2024년 1월 23일 : 제24회 졸업식(6학급 166명, 총 졸업생 4,831명)
- 2024년 3월 4일 : 입학식(6학급 142명)

## 참고 자료
- 별내중학교 - 한국교육학술정보원 학교알리미